# Carl Frans Lundström

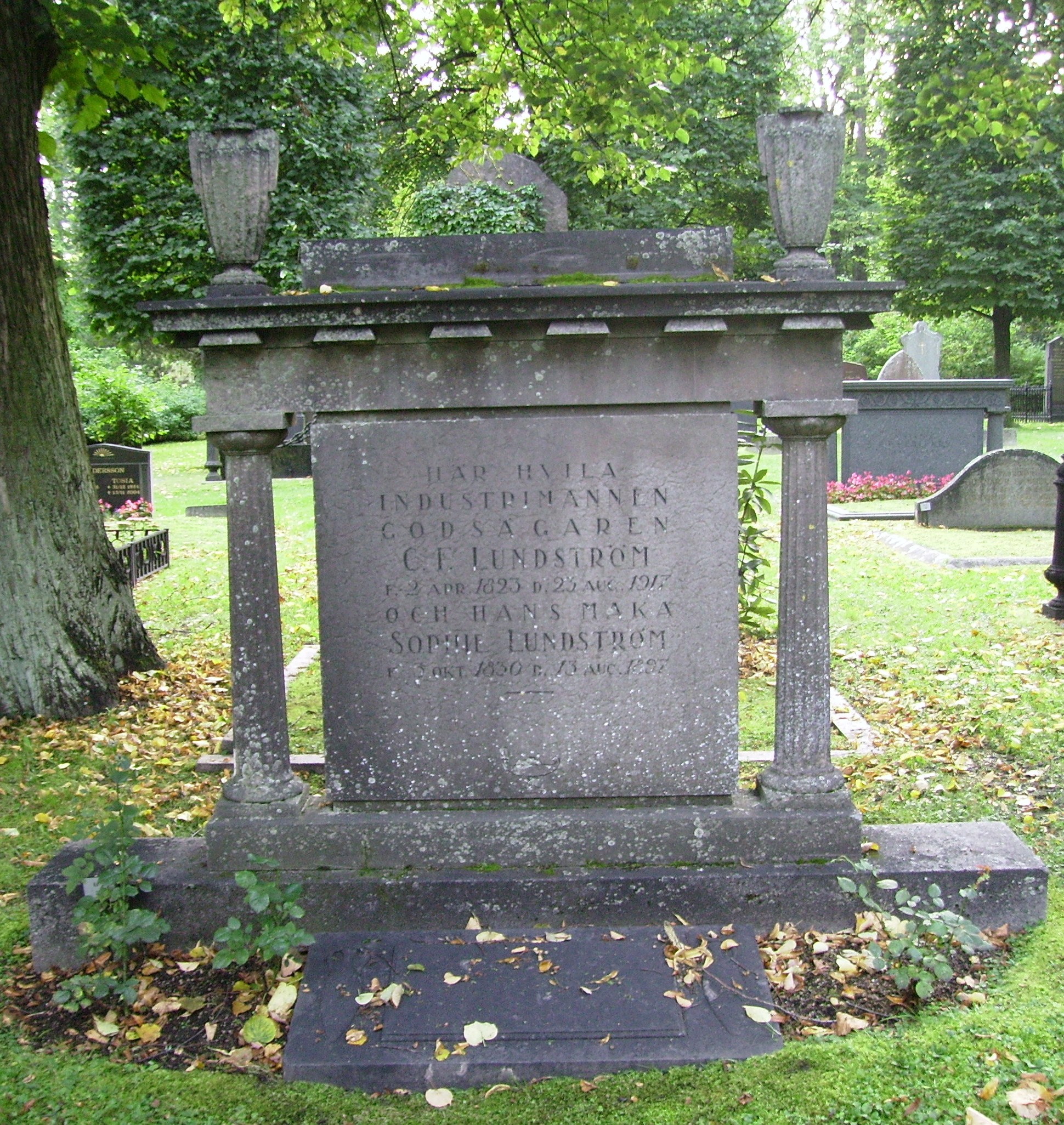
Carl Frans Lundströms gravvård på Norra begravningsplatsen i Solna kommun.

Carl Frans Lundström, född 2 april 1823 i Jönköping, död 23 augusti 1917 i Stockholm, var en svensk industriman och politiker. 

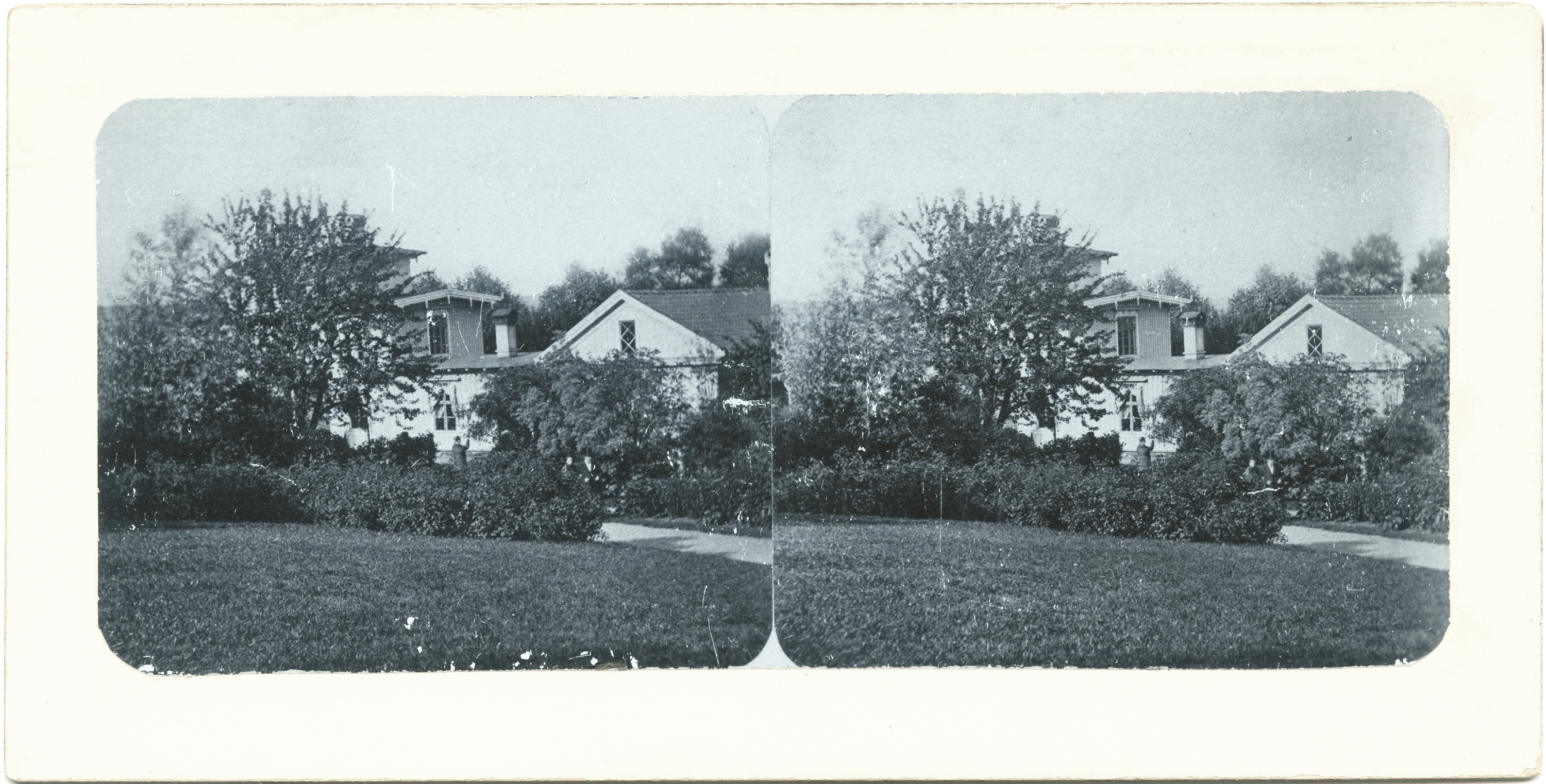
Villa Strand i Jönköping, omkring 1862. På gången syns Carl Frans Lundström och hans fru Sofia.

## Biografi
Carl Lundström var bror till Johan Edvard Lundström, son till Peter Lundström och gift med Sofia Malmberg (1830-97). Han hade dottern Calla Curman. Släkten härstammar från Östergötland, där farfadern var orgelbyggare.
Carl Lundström utbildade sig först för handelsyrket i Stockholm, därefter praktiserade han under ett par år på ett handelskontor i Göteborg. Han bedrev därefter tekniska studier huvudsakligen i England. År 1844 anlade han tillsammans med Johan Sandwall i Jönköping en mekanisk verkstad som från början inrättats för metallknappstillverkning samt andra präglade och svarvade metallvaror. I fabriken installerades stadens första industriella ångmaskin. Hans äldre bror, Johan Edvard Lundström, hade börjat experimentera med tillverkning av tändstickor. År 1846 sålde Carl Frans Lundström sin fabrik, som då flyttades till Skultuna. Åren 1846-47 startade bröderna Lundström en fabriksmässig tändstickstillverkning i Jönköping, där den yngre brodern under en resa i Tyskland skaffat ritningar till de maskiner som byggdes i Jönköping och användes i tändsticksfabriken.
Han började redan som 19-åring med egna, högst originella exportaffärer på England: blodiglar och levande skogsfågel. Lundström var först i Sverige med att exportera lingon. Han hade upptäckt att engelsmännen importerade mycket skogsbär från Norge, och skaffade sig direkt ett ombud i London. År 1851 startade han med att exportera stora kvantiteter lingon till England. Detta pågick under några år, fram till att ombudet avled.  
År 1847 köpte han i kompanjonskap med brodern J. E. Lundström, Stensholms Pappersbruk, som han senare drev vidare ensam. Han blev samma år delägare i Jönköpings Tändsticksfabriks AB. Under en resa till England 1850 organiserade han upp möjligheterna till export av svenska tändstickor – genom kontakt med handelsfirman Bryant & May – vilket snart skulle öka snabbt. Han inrättade, tillsammans med brodern samt handlanden Frans Gustaf Sandwall, Jönköpings gjuteri och mekaniska verkstad samt 1857 ett mekaniskt väveri, färgeri och appreteringsfabriker för hel- och halvylletyger, Strands väfveri, som förstördes genom eldsvåda 1863. Lundström anlade 1858 det första gasverket i Jönköping som skulle förse väveriet och tändsticksfabriken med lyse. Man försåg även till del staden Jönköping med gas. 
År 1863 bestämde han sig för att lämna den aktiva ledningen av tändsticksfabriken och även Jönköping. I april 1863 flyttade familjen Lundström med sin då snart 13-åriga dotter Calla till Stockholm och bosatte sig på Floragatan. I Stockholm blev Lundström samma år chef för väveriet Carlsviks fabriker på Kungsholmen, fram till 1880, då han blev direktör för Åby Aktiebolag (Thorshags nya bomullsspinneri). Han blev även riksdagsman. År 1868 köpte familjen lantbruksgården Antuna, ursprungligen i avsikt att användas som sommarnöje, men där han kom att bedriva en hel del experimenterande för att utveckla gårdens lantbruk.
Carl Lundström tillhörde den första stadsfullmäktigeuppsättningen i Jönköping. Han representerade Stockholms stad i riksdagens andra kammare 1873–75 och tillhörde Stockholms stadsfullmäktige 1865–83 samt styrelsen för Tekniska skolan i samma stad 1867–74. Han var medlem av centralkommittéerna för utställningarna i Stockholm 1866, Paris 1867 och London 1871. I Köpenhamn 1872, Wien 1873 och Philadelphia 1876 var han Sveriges kommissarie. Han tjänstgjorde som prisdomare vid de flesta av dessa utställningar. Han blev 1872 ledamot och 1899 hedersledamot av Lantbruksakademien. 
Lundström testamenterade över 400 000 kr till allmännyttiga institutioner och välgörande ändamål, varav 300 000 till C. F. Lundströms stiftelse, avsedd att genom ekonomiskt stöd främja vetenskapliga eller praktiska undersökningar och uppfinningar, ägnade att "gagna landets industri eller jordbruk med binäringar, vidare företag, som i ekonomiskt eller moraliskt avseende kunna gagna den arbetande befolkningen, samt undervisning i slöjder och näringar för barn och ungdom, utgivning av populära skrifter i moralisk och sansat frisinnad anda".